# أوليغ سيمين
أوليغ سيمين (بالروسية: Сёмин, Олег Анатольевич)‏ هو لاعب كرة قدم روسي في مركز الوسط، ولد في 15 ديسمبر 1974. لعب مع أنجي محج قلعة وكريليا سوفيتوف سامارا ونادي أكاديمية تولياتي لكرة القدم ونادي أورينبورغ.